# Morse-Readio Auto Company
Morse-Readio Auto Company war ein US-amerikanischer Hersteller von Automobilen.

## Unternehmensgeschichte
Glenn E. Morse und George N. Readio gründeten 1909 das Unternehmen. Der Sitz war in Springfield in Massachusetts. Readio war vorher Konstrukteur bei der Springfield Motor Car Company. Im gleichen Jahr begann die Produktion von Automobilen. Der Markenname lautete Morse-Readio. 1910 endete die Fahrzeugproduktion.
Danach war das Unternehmen als Autohaus tätig. Ab 1911 wurden Lastkraftwagen von General Motors vertrieben. 1913 kamen Fahrzeuge von der American Locomotive Company und 1914 von Velie dazu. Danach verliert sich die Spur des Unternehmens.
Weitere US-amerikanische Hersteller von Personenkraftwagen der Marke Morse waren Morse, Easton Machine Company, Morse Motor Vehicle Company und Morse Cyclecar Company.

## Fahrzeuge
Im Angebot stand nur ein Modell. Es hatte einen Vierzylindermotor mit L-Kopf und leistete 36 PS. Das Fahrgestell hatte 279 cm Radstand. Der einzige Aufbau war ein viersitziger Roadster ohne Türen, dessen hinteren Sitze entfernt werden konnten. Die Höchstgeschwindigkeit war mit 88 km/h angegeben. Der Neupreis betrug 2500 US-Dollar.